# Kirstin Maldonado

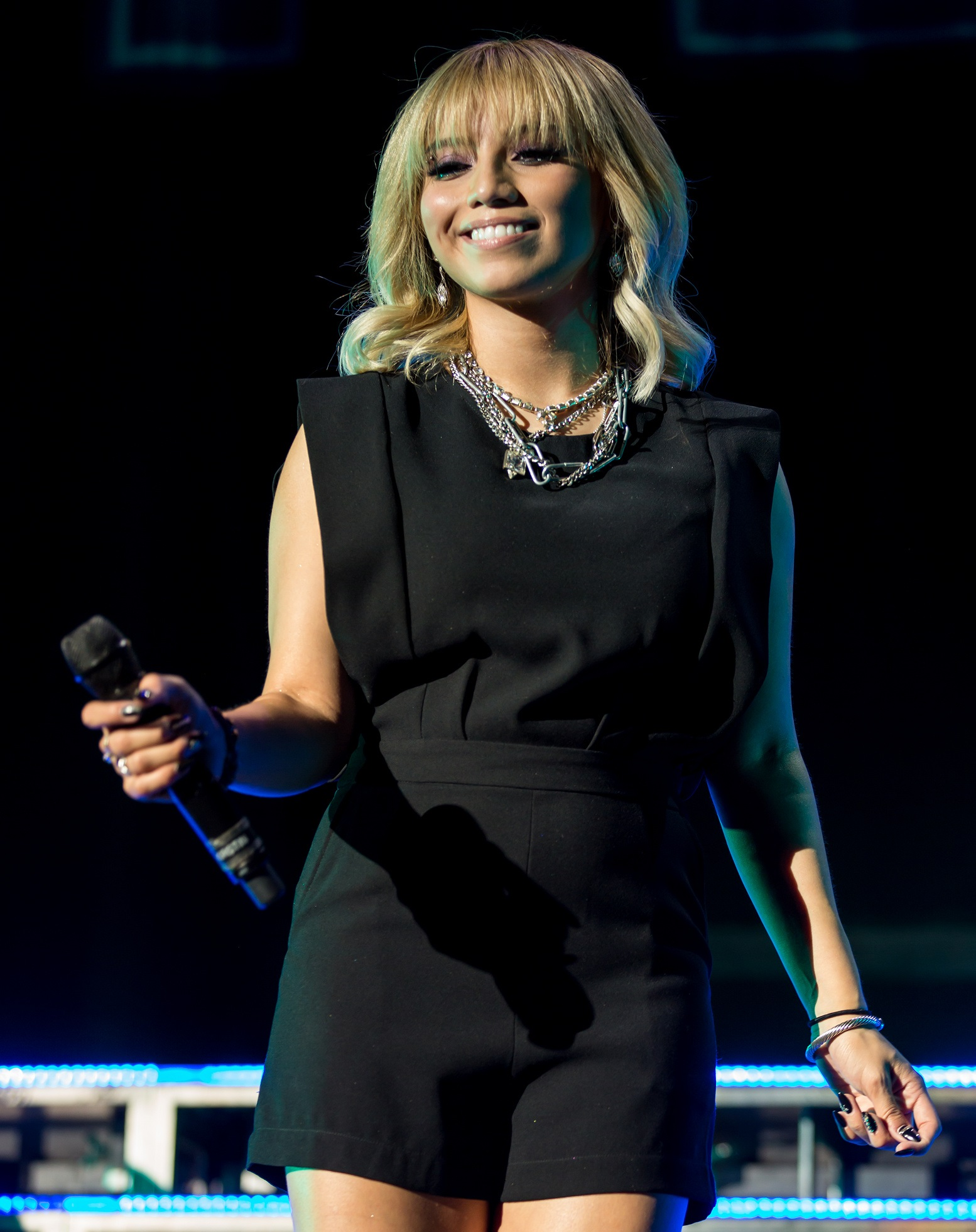
Maldonado bei einem Auftritt mit Pentatonix im August 2015

Kirstin Taylor Maldonado (* 16. Mai 1992 in Fort Worth, Texas) ist eine US-amerikanische Sängerin, Songwriterin und Mitglied der A-cappella-Gruppe Pentatonix. Mit Pentatonix hat sie sieben Studioalben veröffentlicht, gewann drei Grammy Awards und verkaufte über sechs Millionen Alben. Mit dem Song Break a Little ihrer Debüt-EP L O V E startete sie am 19. Mai 2017 ihre Solokarriere.

## Leben
Kirstin Taylor Maldonado wurde als Tochter einer spanisch-italienischen Mutter und eines mexikanischen Vaters geboren und wuchs bei ihrer Mutter in Arlington, Texas auf. Als vierjähriges Show-Chormitglied spielte sie zahlreiche Rollen in lokalen Bühnenproduktionen, wo sie Mitch Grassi kennenlernte, ein zukünftiges Mitglied von Pentatonix. Mit acht Jahren sang sie beim Hochzeitsempfang ihrer Mutter und überzeugte diese letztendlich, sie für den Gesangsunterricht anzumelden. Während ihrer achtjährigen Tätigkeit als Theaterschauspielerin am Theater Arlington entwickelte sie ihre Gesangs- und Performancefertigkeiten. Sie besuchte zunächst die „Holy Rosary Catholic School“ und später die „Martin High School“ (Arlington, Texas), wo sie Scott Hoying kennenlernte. Schon während dieser Zeit begann ihre klassische Ausbildung und sie war drei Jahre lang Mitglied des Texas All State Choir. Die drei Freunde gründeten ein A-cappella-Trio und machten an der Schule auf sich aufmerksam, indem sie bekannte Lieder coverten. Maldonado absolvierte 2010 die „Martin High School“ und wechselte dann zur University of Oklahoma, wo sie den Studiengang Musiktheater belegte. Dort schied sie aus, um sich ihrer Karriere bei Pentatonix zu widmen.

## Pentatonix
Im Jahr 2011 wurde Maldonado von ihrem Highschool-Freund Scott Hoying kontaktiert, der eine Gruppe für den A-cappella-Wettbewerb der NBC-Show „The Sing-Off“ zusammenstellen wollte. Zusammen mit Mitch Grassi, einem weiteren Highschool-Freund, gründeten sie mit Avi Kaplan und Kevin Olusola die A-cappella Gruppe Pentatonix und beteiligten sich an der dritten Staffel des Wettbewerbs, den sie schließlich gewannen. Seitdem haben sie mehrere Alben und EPs veröffentlicht und die Welt bereist. Als Mitglied von Pentatonix hat Maldonado drei Grammy Awards gewonnen.
Am 8. Februar 2015 gewann Pentatonix einen Grammy in der Kategorie "Best Arrangement, Instrumental or A-cappella" für ihr Lied "Daft Punk", ein Jahr später in derselben Kategorie für „Dance of the Sugar Plum Fairy“ und 2017 in der Kategorie "Best Country duo/group performance" mit ihrem Lied "Jolene", feat. Dolly Parton.

## Weitere Projekte und Auftritte
Im Mai 2014 trat Maldonado zusammen mit Scott Alan mit dem Song „Never Neverland“ im Golders Green Hippodrome in Nord-London auf. Im Januar 2016 sang Maldonado bei den World Dog Awards das Lied „Somewhere Over the Rainbow“ zu Ehren der Hunde, die die Rolle des Toto der Geschichte des Zauberer von Oz gespielt haben.
Im Film Pitch Perfect 2 spielte Maldonado mit Pentatonix 2015 eine kanadische Teilnehmergruppe in der Endrunde.
Im Februar 2016 veröffentlichte die A-cappella-Gruppe Voctave das Video „Disney Love Medley“ mit Maldonado und ihrem Verlobten Jeremy Michael Lewis. Im Mai 2016 trat Maldonado zusammen mit Grassi und Hoying in einer Episode der TV-Serie Bones – Die Knochenjägerin auf. Maldonado spielte die Rolle der Liz Dervan, ein Mitglied der College A-cappella-Gruppe "The Gingersnaps".
Am 19. Mai 2017 veröffentlichte Maldonado ihre erste Solo-Single „Break a Little“ zusammen mit einem Musikvideo. Ihre Debüt-EP „L O V E“ erschien am 14. Juli 2017.

## Privates
Ab 29. Mai 2016 war Kirstin Maldonado mit dem Sänger Jeremy Michael Lewis verlobt. Die beiden haben sich jedoch kurz vor der Hochzeit getrennt. Ab 2018 datete sie Ben Hausdorff, den sie im April 2024 heiratete.

## Diskografie

### EPs
- 2017: L O V E

### Singles
- 2017: Break a Little
- 2017: All Night
- 2017: Naked
- 2017: Hey Guapo